# CV-40
La  CV-40  fue una autovía que comunicaba la autovía  A-7  en Canals con la autovía  A-7  en Albaida. Fue la continuación de la A-7, aunque no se denominaba en ese tramo como A-7, sino como CV-40, puesto que su gestión era autonómica, dependiendo de la Generalidad Valenciana y por su pasado como carretera comarcal ajeno a la  N-340 .

## Trazado

Esta vía está desdoblada hasta Cabanes

Tenía 23,6 kilómetros aproximadamente. Su recorrido empezaba entre poblaciones importantes como: Llanera de Ranes, Alcudia de Crespins y Canals, siendo esta última la más importante (mirar abajo para explicación). Después, continuaba hacia el interior, atravesando el túnel de Ollería y pasando cerca de Ollería, donde enlazaba con la CV-60. Proseguía su recorrido hacia el interior. Pasaba cerca de Ayelo de Malferit. Después, ya casi al final de su recorrido, pasaba cerca de Onteniente. Después, giraba a la izquierda, pasando cerca de Agullent y llegaba hasta la población de Albaida, dónde finalizaba su recorrido y pasaba a ser la A-7.
- - El recorrido empezaba en la A-7, que al llegar a estas poblaciones, se divide en 2:

 A-35 : Autovía de Almansa a Játiva. Se dirige hacia Almansa, Albacete, Villena, Elda, Novelda, Elche y Alicante a través de la  A-31 .
  CV-40 : Autovía CV-40. Se dirigía hacia Onteniente, Albaida, Alcoy, Ibi, Alicante, Elche, Crevillente, Orihuela y Murcia, entre de las más importantes. Era la continuación de facto de la A-7 pero durante este tramo mantenía la denominación CV-40 dada su gestión autonómica.

## Historia
Anteriormente, cuando era de titularidad estatal, la   CV-40  tenía la denominación de   C-3316 , su recorrido era el mismo que el actual, salvo en el tramo de continuación de Onteniente, donde se dirigía hacia la localidad de Villena (Actual trazado de la   CV-81 ).
Una vez asumida la gestión de la   C-3316  por parte de la Generalidad Valenciana, se decidió acometer su desdoblamiento en el tramo Onteniente-Alcudia de Crespins a fin de agilizar las comunicaciones de las localidades del interior de la provincia de Valencia, comunicando así la  N-340 , entonces carretera convencional que no contaba con planes de desdoblamiento a medio plazo, con la  N-430 , que formaba parte de la entonces conocida como  Autovía de Levante que enlazaba Madrid con Valencia (y a su vez con Alicante).
Tras la conversión de la  N-340  en  A-7  hasta Alcoy y el traspaso de parte del kilometraje de la  N-430  a la misma, la   CV-40  pasó a formar parte de la Autovía del Mediterráneo quedando a la espera de volver ser gestionada por el Estado español. Finalmente se traspasó la competencia y la carretera fue descatalogada y renombrada como  A-7 , a su vez, el tramo de la  N-340  fue transferido a la Generalidad Valenciana y renombrado como  CV-62  y  CV-58 

## Salidas
| Velocidad | Esquema | Carriles | Salida † | Sentido Albaida (descendente)                | Sentido Alcoy (ascendente)                   | Carriles | Carretera           | Notas                              |
| --------- | ------- | -------- | -------- | -------------------------------------------- | -------------------------------------------- | -------- | ------------------- | ---------------------------------- |
|           |         |          |          | Alcoy sur - Universidad - Benilloba          | Alcoy sur - Universidad - Benilloba          |          | A-7 CV-70           |                                    |
|           |         |          | 56       | Cocentaina sur Alcoy norte                   | Cocentaina sur Alcoy norte                   |          | N-340               |                                    |
|           |         |          | 58       | Cocentaina                                   |                                              |          | N-340               |                                    |
|           |         |          | 63       |                                              | Cocentaina - Benilloba                       |          | CV-790              |                                    |
|           |         |          | 66       | Benimarfull Alquería de Aznar                | Benimarfull Alquería de Aznar                |          | CV-700              |                                    |
|           |         |          | 806      | Muro de Alcoy                                | Muro de Alcoy                                |          | N-340               |                                    |
|           |         |          |          | Provincia de Valencia                        | Provincia de Alicante                        |          |                     |                                    |
|           |         |          | 808      | cambio de sentido vía de servicio            | cambio de sentido vía de servicio            |          |                     |                                    |
|           |         |          | 24       | Albaida - Gandía - Adzaneta de Albaida       | Albaida - Adzaneta de Albaida                |          | N-340 N-340a CV-615 |                                    |
|           |         |          | 22       |                                              | Benisoda                                     |          | CV-666              |                                    |
|           |         |          | 21       | Agullent                                     | Agullent                                     |          |                     |                                    |
|           |         |          | 20       | Onteniente - Villena                         | Onteniente - Villena                         |          | CV-81               |                                    |
|           |         |          | 19       |                                              | Onteniente - Camino Real de Gandía           |          |                     |                                    |
|           |         |          | 17       | Onteniente                                   | Onteniente                                   |          | CV-650              |                                    |
|           |         |          | 16       | Ayelo de Malferit - Bufali                   |                                              |          | CV-641              |                                    |
|           |         |          | 14       | Ayelo de Malferit - Mogente                  | Ayelo de Malferit - Mogente                  |          | CV-651              |                                    |
|           |         |          | 11       | Gandía - Ollería control túnel               | Gandía - Olleria control túnel               |          | CV-60               |                                    |
|           |         |          |          | Túnel de Ollería                             | Túnel de Ollería                             |          |                     | Radar en pk 595,3 sentido Valencia |
|           |         |          | 6        |                                              | vía de servicio                              |          |                     |                                    |
|           |         |          | 3        | Játiva - Canals                              | Játiva - Canals                              |          | CV-597 CV-645       |                                    |
|           |         |          | 1        | Cerdá - Rotglá y Corbera Alcudia de Crespins | Cerdá - Rotglá y Corbera Alcudia de Crespins |          |                     |                                    |
|           |         |          | 846      | Albacete                                     | Albacete                                     |          | A-35                |                                    |